# Beaulieu, Indre
Beaulieu  là một xã tại tỉnh Indre khu vực trung bộ Pháp. Xã này có diện tích 7,48 km², dân số thời điểm năm 1999 là 95 người. Khu vực này có độ cao trung bình 226 mét trên mực nước biển.